# Headache (videogioco)
Headache ("mal di testa" in inglese) è un videogioco a piattaforme ambientato dentro la sagoma di una testa umana, pubblicato nel 1984 per Commodore 64 dalla Firebird, nella fascia di prezzo economica.

## Modalità di gioco
Il giocatore controlla Nervous Ned, un omino dall'aspetto ordinario, in un ambiente bidimensionale formato da piattaforme orizzontali continue e scale a pioli molto strette, delimitato dal contorno di una testa gigante di profilo.
Sopra la piattaforma più alta appare in piccolo il cervello e Ned deve raccogliere e trasportare là gli "impulsi", quadratini che compaiono di tanto in tanto nei vari centri nervosi sparsi per la testa, rappresentati come persone sedute. Se invece l'impulso compare nel centro nervoso del cervello stesso, va portato alla base dello schermo, nel collo. Gli impulsi cambiano colore col tempo, e se stanno troppo tempo senza essere portati a destinazione si perde una vita.
Ned può muoversi lungo piattaforme e scale e sparare raggi in orizzontale per eliminare i nemici, che sono letali al contatto. I principali avversari sono le fitte (Throb) che compaiono continuamente dal cervello e si aggirano per lo schema, rappresentate come esseri dall'aspetto variabile a seconda del livello. Può inoltre arrivare dal basso headbanger, un veloce nanetto con un martello, al quale bisogna anche impedire di raggiungere il cervello.
Per completare un livello bisogna resistere fino allo scadere del tempo. Si può iniziare la partita da 8 livelli a scelta, con disposizione differente delle scale.